# CRZ
CRZ fue una banda musical chilena. Surgió por medio de la teleserie juvenil Corazón rebelde emitida por Canal 13, adaptación de la teleserie argentina Rebelde Way.
Estuvo formada por D-Niss, Augusto Schuster, Ignacio Garmendia, Luciana Echeverría, y Magdalena Müller. 
En la teleserie la banda tocaba instrumentos, D-Niss, Luciana Echeverría y Magdalena Müller en voces; Augusto Schuster en voces y guitarras; Ignacio Garmendia en teclados, sintetizador, programación y coros; también Felipe Álvarez aportó con las baterías y percusiones. 
Todos los chicos de la banda actuaron en conciertos, luego de la teleserie, exceptuando a Felipe Álvarez, quien es reemplazado por Andrew Warnke, baterista que también participó en giras de Amango y compuso algunos temas tanto de Amango como de la banda CRZ.

## Historia
La serie se emitió en Canal 13 a las 8 P.M. durante el año 2009. Duraba 1 hora cada capítulo y trataba de una trama adolescente queriendo mostrar similitud a la serie argentina Rebelde Way.
La banda se desprende de la teleserie Corazón rebelde, en donde se muestra como se formó y lo difícil que fue mantenerse unidos. Está formada por los protagonistas de la teleserie; D-Niss, Augusto Schuster,   Luciana Echeverría, Ignacio Garmendia y una integrante del elenco Magdalena Müller.
El 28 de noviembre de 2009 lanzaron oficialmente su primer sencillo "Corazón Rebelde", el cual alcanzó la posición #72 en el Chile Top 100. El 1 de diciembre de 2009, dos días después del lanzamiento del primer sencillo, se lanza el álbum debut de la banda, "Corazón Rebelde". El lanzamiento de éste fue junto a una firma de autógrafos que se organizó en la tienda FeriaMix de calle Ahumada. 
El 9 de enero de 2010 CRZ dio su primer concierto en el Teatro Caupolicán, esta presentación pertenece a la gira de promoción de su álbum debut. Según D-Niss se hará un tour de verano donde pasarán por varias ciudades durante los meses de enero y febrero de 2010. El 13 de febrero de 2010 dieron su segundo concierto en el Sporting de Viña del Mar, su primer concierto al aire libre y participaron en la campaña solidaria Chile ayuda a Chile.

## Discografía

### Álbumes de estudio
| Corazón rebelde                                                     | - Lanzamiento: 1 de diciembre de 2009 - Sello: Feria Music - Formatos: CD, Descarga digital | 3 | - Oro |
| "—" significa que el álbum no fue lanzado o no apareció en la lista |                                                                                             |   |       |

### Sencillos
| 2009                                                                   | «Corazón rebelde»      | 72 | Corazón rebelde |
| 2009                                                                   | «Estaba escrito»       | 95 | Corazón rebelde |
| 2009                                                                   | «No me verás»          | 99 | Corazón rebelde |
| 2010                                                                   | «Nada es para siempre» | —  | Corazón rebelde |
| «—» significa que la canción no fue lanzada o no apareció en la lista. |                        |    |                 |

## Tour Verano 2010
| 2010          |                       |              |       |
| 9 de enero    | Teatro Caupolicán     | Santiago     | 18:00 |
| 13 de febrero | Sporting Viña del Mar | Viña del Mar | 21:30 |

## CRZ en Los 10+Pedidos
CRZ y su video "Corazón Rebelde" se estrenó el 9 de enero del 2010 en MTV Latinoamérica, debutando al puesto número #4 de Los 10 + Pedidos , después al puesto número #3 y alcanzó el puesto número #1.